# US Open de 2009
O US Open de 2009 foi um torneio de tênis disputado nas quadras duras do USTA Billie Jean King National Tennis Center, no Flushing Meadows-Corona Park, no distrito do Queens, em Nova York, nos Estados Unidos, entre 31 de agosto e 14 de setembro. Corresponde à 42ª edição da era aberta e à 129ª de todos os tempos.

## Arthur Ashe Kids' Day
O Arthur Ashe Kids' Day aconteceu no dia 29 de agosto de 2009, antes do começo do torneio. Foi apresentado uma partida de exibição de tênis envolvendo o jogador americano Andy Roddick e o britânico Andy Murray, e o ator e comediante Will Ferrell se juntou a eles. A vencedora do American Idol cantou seu sucesso "Battlefield", junto com as estrelas crescentes Honor Society e Justin Bieber. Mais tarde, houve partidas e competições que tinham Serena Williams, Ana Ivanović, Andy Roddick, Roger Federer, Maria Sharapova, Kim Clijsters e James Blake. O evento foi apresentado por Susie Castillo e Quddus.

## Cabeças de chave

### Simples

#### Masculino
1. Roger Federer
2. Andy Murray
3. Rafael Nadal
4. Novak Djokovic
5. Andy Roddick
6. Juan Martín del Potro
7. Jo-Wilfried Tsonga
8. Nikolay Davydenko
9. Gilles Simon
10. Fernando Verdasco
11. Fernando González
12. Robin Söderling
13. Gaël Monfils
14. Tommy Robredo
15. Radek Štěpánek
16. Marin Čilić
17. Tomáš Berdych
18. David Ferrer
19. Stanislas Wawrinka
20. Tommy Haas
21. James Blake
22. Sam Querrey
23. Philipp Kohlschreiber
24. Juan Carlos Ferrero
25. Mardy Fish
26. Paul-Henri Mathieu
27. Ivo Karlović
28. Victor Hănescu
29. Igor Andreev
30. Viktor Troicki
31. Lleyton Hewitt
32. Nicolás Almagro

##### Desistências
1. David Nalbandian

#### Feminino
1. Dinara Safina
2. Serena Williams
3. Venus Williams
4. Elena Dementieva
5. Jelena Janković
6. Svetlana Kuznetsova
7. Vera Zvonareva
8. Victoria Azarenka
9. Caroline Wozniacki
10. Flavia Pennetta
11. Ana Ivanović
12. Agnieszka Radwańska
13. Nadia Petrova
14. Marion Bartoli
15. Samantha Stosur
16. Virginie Razzano
17. Amélie Mauresmo
18. Na Li
19. Patty Schnyder
20. Anabel Medina Garrigues
21. Zheng Jie
22. Daniela Hantuchová
23. Sabine Lisicki
24. Sorana Cîrstea
25. Kaia Kanepi
26. Francesca Schiavone
27. Alisa Kleybanova
28. Sybille Bammer
29. Maria Sharapova
30. Alona Bondarenko
31. Elena Vesnina
32. Ágnes Szávay

##### Desistências
1. Dominika Cibulková

## Dia a dia

### Jogadores do dia
- Dia 1:  Kim Clijsters, por fazer um retorno vitorioso para o Grand Slam, vencendo sua oitava partida seguida no US Open: ela não pode defender o título de 2005 dela em 2006 e estava aposentada em 2007 e 2008.[3]
- Dia 2:  Jesse Witten, por derrotar o cabeça-de-chave 29  Igor Andreev 6–4, 6–0, 6–2 em sua primeira vitória na carreira em um grande Slam com 26 anos e rankeado em 276.[4]
- Dia 3:  Flavia Pennetta, por continuar em seu grande verão em qual ela se tornou a primeira italiana no top 10 de jogadoras, vencendo  Sania Mirza 6–0, 6–0, que foi seu terceiro set consecutivo vencido por 6–0.[5]
- Dia 4:  Melanie Oudin, rankeada em 70º, por eliminar uma grande favorita para vencer o título, a número #4  Elena Dementieva, após perder o primeiro set e superar uma contusão na coxa para vencer o último set.[6]
- Dia 5:  Francesca Schiavone, por derrotar a cabeça-de-chave #8  Victoria Azarenka apesar de perder o primeiro set e ter 29 anos de idade.[7]
- Dia 6:  Melanie Oudin, por derrotar a antiga primeira do ranking mundial #1 e atual cabeça-de-chave nª 29  Maria Sharapova, perdendo o primeiro set e vencer por 7–5 no terceiro, seguindo sua vitória na quarta rodada do Wimbledon.[8]
- Dia 7:  Jo-Wilfried Tsonga, por atuar de forma impecável nas três primeiras partidas, um de dois homens do top-10 a não perderem um set até a data. A vitória também o levou a pelo menos as oitavas-de-final nos quatro slams.[9]
- Dia 8:  Kateryna Bondarenko, por vencer  Gisela Dulko em somente 47 minutos em dois sets por (6–0, 6–0), e por isso avançando para a primeira quarta-de-final em sua carreira.[10]
- Dia 9:  Marin Čilić, por derrotar o número 2 da ATP Andy Murray em três sets.[11]
- Dia 10:  Yanina Wickmayer, por derrotar  Kateryna Bondarenko em somente dois sets e tornar-se a segunda jogadora belga nas semifinais.[12]
- Dia 11:  Juan Martín del Potro, por derrotar  Marin Čilić em quatro sets para avançar para as semifinais do US Open pela primeira vez.[13]
- Dia 12: Nenhuma partida jogada devido a chuva.
- Dia 13:  Caroline Wozniacki, por derrotar  Yanina Wickmayer 6–3, 6–3 nas semifinais, por isso se tornando a primeira dinamarquesa, homem ou mulher, a chegar em uma final do Grand Slam na Open Era.[14]
- Dia 14:  Roger Federer, por derrotar  Novak Djoković na semifinal por 7–6(3), 7–5, 7–5, e chegar e sua 21ª final de Grand Slam e sexta consecutiva final do US Open.[15]
- Dia 15:  Juan Martín del Potro, por vencer seu primeiro título de Grand Slam, terminado com a sequência de cinco campeonatos US Open vencidos por  Roger Federer.[16]

### Dia 1 (31 de agosto)

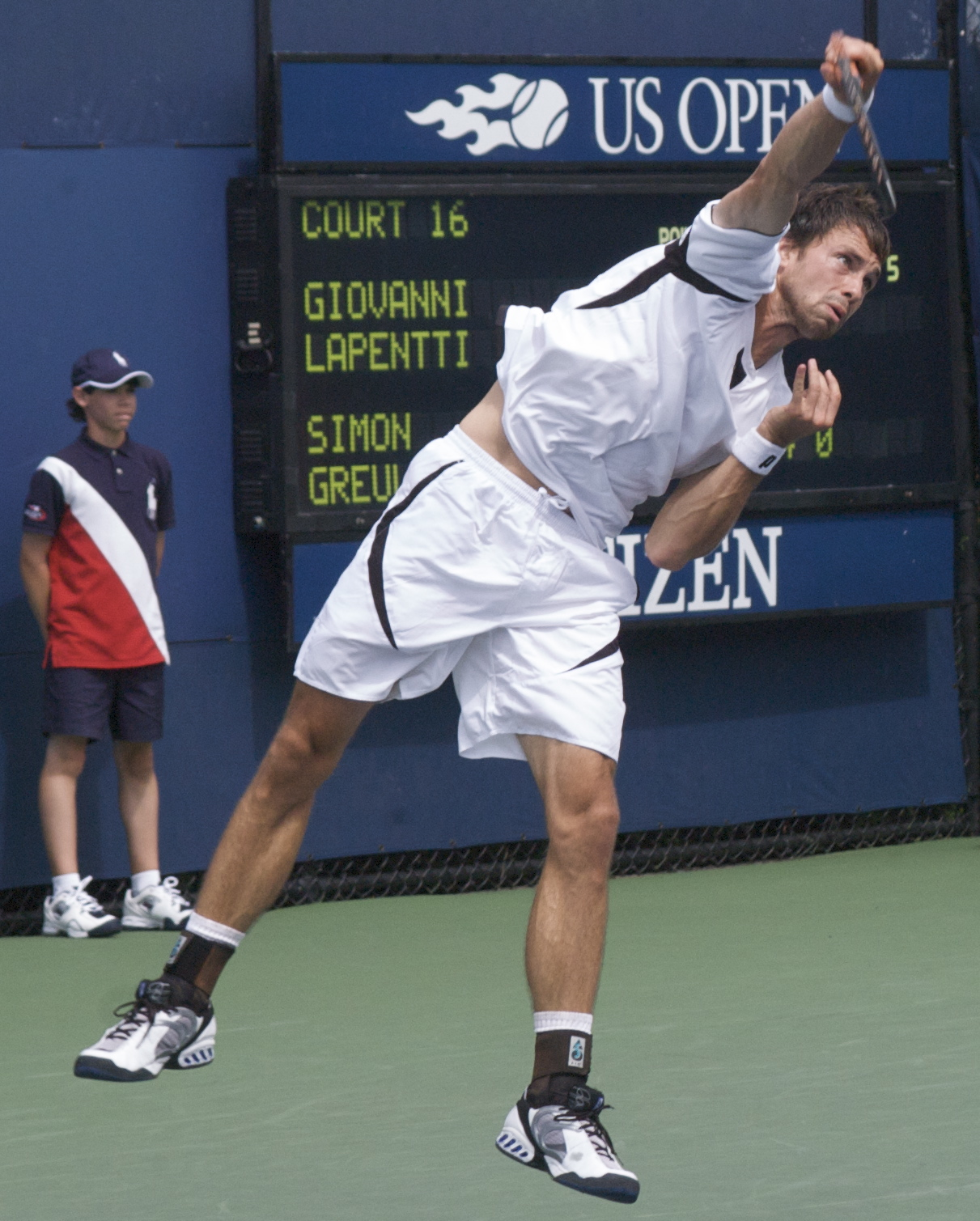
Simon Greul sacando contra Giovanni Lapentti na primeira rodada

No primeiro dia, muitos cabeças de chave avançaram facilmente em sets seguidos (3 sets a zero no masculino ou 2 sets a zero no feminino): Roger Federer, James Blake, Lleyton Hewitt, Nikolay Davydenko e Radek Štěpánek. O dia também teve algumas surpresas, como Mikhail Youzhny derrotou o cabeça de chave 26 Paul-Henri Mathieu em quatro sets e o alto americano John Isner fazer o mesmo com cabeça de chave 28 Victor Hănescu, sendo que o segundo set chegou a um tie-break de 16-14. O excitante dia continuou com uma maratona de jogos que chegaram a cinco sets, com Simon Greul derrotando Giovanni Lapentti, Guillermo García López batendo Peter Polansky e Jan Hernych vencendo Rainer Schüttler. A última partida do dia teve Andy Roddick prevalecendo sobre Björn Phau por 3 sets a 0 em uma partida que começou as 11 horas da noite.

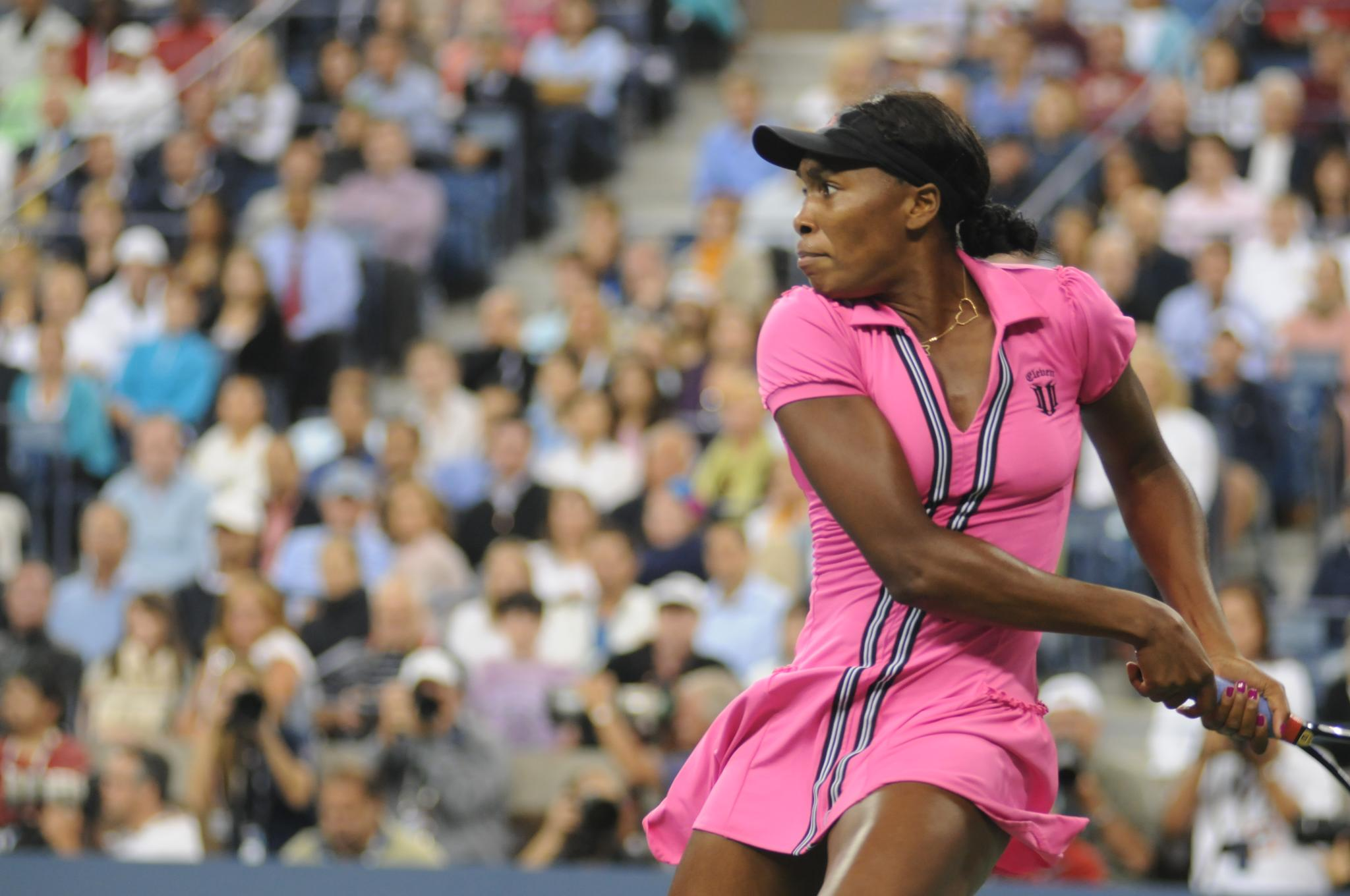
Venus Williams rebate contra Vera Dushevina no dia da abertura

No torneio feminino, a ex-número 1 do mundo, Kim Clijsters, abriu o dia vencendo Viktoriya Kutuzova perdendo somente dois games. Juntando-se a ela, defendendo o título de Wimbledon e do Australian Open estava Serena Williams, e também Amélie Mauresmo, Victoria Azarenka, Flavia Pennetta, Elena Vesnina, Agnieszka Radwańska, Li Na e Marion Bartoli, e todas venceram em dois sets. A australiana Samantha Stosur foi forçada pela veterana Ai Sugiyama a jogar três sets, Daniela Hantuchová passou pela americana Meghann Shaugnessy em três sets também. Na primeira partida noturna, Venus Williams conseguiu garantir sua vitória e evitar uma surpresa ao derrotar a russa Vera Dushevina em três sets bem disputados. Venus cometeu quatro faltas de pé na partida. Com Venus e Serena avançando na primeira rodada, poucas americanas tiveram sucesso na primeira rodada, com Vania King, Bethanie Mattek-Sands, e Jill Craybas avançando. A austríaca e cabeça-de-chave 28 Sybille Bammer e a cabeça de chave 25 Kaia Kanepi foram as únicas cabeças-de-chave eliminadas no dia.
Cabeças de chave eliminados
- Simples masculino:  Victor Hănescu,  Paul-Henri Mathieu
- Simples feminino:  Sybille Bammer,  Kaia Kanepi

Partidas
| Partidas nas quadras principais       | Partidas nas quadras principais | Partidas nas quadras principais | Partidas nas quadras principais |
| Partidas no Arthur Ashe Stadium       | Partidas no Arthur Ashe Stadium | Partidas no Arthur Ashe Stadium | Partidas no Arthur Ashe Stadium |
| Evento                                | Vencedor                        | Perdedor                        | Placar                          |
| ------------------------------------- | ------------------------------- | ------------------------------- | ------------------------------- |
| Simples feminino - Rodada 1           | Kim Clijsters [WC]              | Viktoriya Kutuzova              | 6–1, 6–1                        |
| Simples masculino - Rodada 1          | Roger Federer [1]               | Devin Britton [WC]              | 6–1, 6–3, 7–5                   |
| Simples feminino - Rodada 1           | Serena Williams [2]             | Alexa Glatch [WC]               | 6–4, 6–1                        |
| Simples feminino - Rodada 1           | Venus Williams [3]              | Vera Dushevina                  | 6–7(5), 7–5, 6–3                |
| Simples masculino - Rodada 1          | Andy Roddick [5]                | Björn Phau                      | 6–1, 6–4, 6–2                   |
| Partidas no Louis Armstrong Stadium   |                                 |                                 |                                 |
| Evento                                | Vencedor                        | Perdedor                        | Placar                          |
| Simples feminino - Rodada 1           | Victoria Azarenka [8]           | Alexandra Dulgheru              | 6–1, 6–1                        |
| Simples masculino - Rodada 1          | John Isner                      | Victor Hănescu [28]             | 6–1, 7–6(14), 7–6(5)            |
| Simples feminino - Rodada 1           | Amélie Mauresmo [17]            | Tatjana Malek                   | 6–3, 6–4                        |
| Simples masculino - Rodada 1          | James Blake [21]                | Rubén Ramírez Hidalgo           | 6–1, 6–4, 7–5                   |
| Simples feminino - Rodada 1           | Daniela Hantuchová [22]         | Meghann Shaughnessy             | 6–2, 4–6, 6–1                   |
| Partidas no Grandstand                |                                 |                                 |                                 |
| Evento                                | Vencedor                        | Perdedor                        | Placar                          |
| Simples masculino - Rodada 1          | Mikhail Youzhny                 | Paul-Henri Mathieu [26]         | 2–6, 7–5, 6–0, 6–2              |
| Simples feminino - Rodada 1           | Flavia Pennetta                 | Edina Gallovits                 | 6–0, 6–4                        |
| Simples feminino - Rodada 1           | Vera Zvonareva [7]              | Nuria Llagostera Vives          | 6–0, 6–4                        |
| Simples masculino - Rodada 1          | Lleyton Hewitt [31]             | Thiago Alves                    | 6–0, 6–3, 6–4                   |
| Fundo colorido indica partida noturna |                                 |                                 |                                 |

### Dia 12 (11 de setembro)
Todas partidas que deveriam ser realizdas neste dia foram adiadas devido à chuva contínua.
| Partidas nas quadras principais      | Partidas nas quadras principais                                           | Partidas nas quadras principais                                           | Partidas nas quadras principais      |
| Partidas no Arthur Ashe Stadium      | Partidas no Arthur Ashe Stadium                                           | Partidas no Arthur Ashe Stadium                                           | Partidas no Arthur Ashe Stadium      |
| Evento                               | Vencedor                                                                  | Perdedor                                                                  | Placar                               |
| ------------------------------------ | ------------------------------------------------------------------------- | ------------------------------------------------------------------------- | ------------------------------------ |
| Simples masculino - quartas de final | Rafael Nadal [3] vs Fernando González [11]                                | Rafael Nadal [3] vs Fernando González [11]                                | 7-6(4), 6-6 (3-2) (Suspenso, adiado) |
| Simples feminino - semifinais        | Kim Clijsters [WC] vs Serena Williams [2]                                 | Kim Clijsters [WC] vs Serena Williams [2]                                 | Cancelado                            |
| Duplas masculinas - Final            | Lukáš Dlouhý [4] Leander Paes [4] vs Mahesh Bhupathi [3] Mark Knowles [3] | Lukáš Dlouhý [4] Leander Paes [4] vs Mahesh Bhupathi [3] Mark Knowles [3] | Cancelado                            |
| Partidas no Grandstand               |                                                                           |                                                                           |                                      |
| Evento                               | Vencedor                                                                  | Perdedor                                                                  | Placar                               |
| Simples feminino - semifinais        | Yanina Wickmayer vs Caroline Wozniacki [9]                                | Yanina Wickmayer vs Caroline Wozniacki [9]                                | Cancelado                            |

### Dia 13 (12 de setembro)
Rafael Nadal só precisou de 34 minutos para acabar com um desanimado Fernando González após o jogo interrompido pela chuva no dia anterior, ao vencer por 7-6 (4), 7-6 (2), 6-0, e assim começando as partidas no Arthur Ashe Stadium. Nadal vencia por 7-6 e 3-2 no tiebreak do segundo set quando a partida foi suspensa no dia anterior. O jogo foi continuado ao meio-dia do sábado. Gonzales tinha que vencer o segundo set para ter uma chance de ganhar a partida, mas ele fez três erros não-forçados de forehand dando uma vantagem de 6-2 para Nadal. A forehand era a melhor habilidade de González. O quarto set point de Nadal - ele havia desperdiçado três antes do tiebreak - terminou com um retorno de backhand de González na rede. González cedeu duas faltas duplas no primeiro game do terceiro set, incluindo um break point. Não foi surpresa que o tenista temperamental de 29 anos atirou a própria raquete no chão por causa do desgosto. Após Nadal garantir o game seguinte, as coisas estavam acabadas. González, que perdeu dois set points no primeiro game que Nadal sacou, obteve 12 pontos e 21 erros não forçados.
Kim Clijsters ganhou uma vaga na final simples feminina após um final dramático de partida contra Serena Williams. Após perder o primeiro set por 6-4, Williams atirou sua raquete no chão com muita força, resultando em uma aviso de violação de conduta. No segundo set, perdendo por 4-5 (15-30), Williams cometeu uma falta no saque em seu segundo saque, dando Clijsters dois match points em 15-40. Williams começou a discutir com o juiz de linha, que reportou ao juiz principal. Como resultado, foi penalizada novamente, resultando em uma penalidade de ponto para Williams, o que resultou na vitória de Clijsters por 6–4 7–5 sem jogar o match point. Williams mais tarde admitiu que estava convencida que tinha feito a falta mesmo. Após conseguir sua décima terceira vitória consecutiva no US Open, Clijsters enfrentaria na final a jovem dinamarquesa Caroline Wozniacki na final, que derrotou a jogadora não-cabeça-de-chave Yanina Wickmayer 6–3 6–3.
Cabeças de chaves eliminados
- Simples masculino:  Fernando González
- Simples feminino:  Serena Williams

| Partidas nas quadras principais       | Partidas nas quadras principais                                         | Partidas nas quadras principais                                         | Partidas nas quadras principais |
| Partidas no Arthur Ashe Stadium       | Partidas no Arthur Ashe Stadium                                         | Partidas no Arthur Ashe Stadium                                         | Partidas no Arthur Ashe Stadium |
| Evento                                | Vencedor                                                                | Perdedor                                                                | Placar                          |
| ------------------------------------- | ----------------------------------------------------------------------- | ----------------------------------------------------------------------- | ------------------------------- |
| Simples masculino - quartas de final  | Rafael Nadal [3]                                                        | Fernando González [11]                                                  | 7–6(4), 7–6(2), 6–0             |
| Simples feminino - semifinais         | Kim Clijsters [WC]                                                      | Serena Williams [2]                                                     | 6–4, 7–5                        |
| Partidas no Louis Armstrong Stadium   |                                                                         |                                                                         |                                 |
| Evento                                | Vencedor                                                                | Perdedor                                                                | Placar                          |
| Duplas femininas - Semifinais         | Cara Black [1] Liezel Huber [1] vs Samantha Stosur[3] Rennae Stubbs [3] | Cara Black [1] Liezel Huber [1] vs Samantha Stosur[3] Rennae Stubbs [3] | 5–7 (suspensa, adiada)          |
| Simples feminino - semifinais         | Caroline Wozniacki [9]                                                  | Yanina Wickmayer                                                        | 6–3, 6–3                        |
| Fundo colorido indica partida noturna |                                                                         |                                                                         |                                 |

### Dia 14 (13 de setembro)
Na primeira partida, Juan Martin del Potro derrotou o número 3 do ranking Rafael Nadal facilmente, vencendo por 6-2, 6-2, 6-2, e assim se tornou o primeiro finalista do torneio simples masculino. A vitória convincente de del Potro levou ele a sua primeira final de Grand Slam.
Na segunda semifinal do torneio de duplas femininas, Cara Black e Liezel Huber venceram Samantha Stosur e Rennae Stubbs em três sets e se tornaram as finalistas, defendendo o campeonato conquistado em 2008.
Lukáš Dlouhý e Leander Paes venceram o torneio de duplas masculinas ao baterem Mahesh Bhupathi e Mark Knowles também em três sets.
O adversário de del Potro na final foi decidido em um duelo entre o número 1 do mundo Roger Federer e o número quatro do mundo Novak Djokovic, que havia perdido para Federer no torneio de 2007. Federer despachou seu oponente em três sets seguidos, 7-6(3), 7-5, 7-5, e assim restando somente 2 jogadores dos 128 iniciais.
Na final feminina, Kim Clijsters, que estava fora do ranking, marcou um impressionante retorno ao tênis profissional com uma vitória de 2 sets a 0 sobre a cabeça de chave 9 Caroline Wozniacki, vencendo por 7-5, 6-3, e assim garantindo seu segundo título de Grand Slam.
Cabeças de chaves eliminados
- Simples masculino:  Rafael Nadal,  Sérvia Novak Djokovic
- Simples feminino:  Caroline Wozniacki
- Duplas masculinas:  Mahesh Bhupathi /  Bahamas Mark Knowles
- Duplas femininas:  Samantha Stosur /  Austrália Rennae Stubbs

Partidas
| Partidas nas quadras principais       | Partidas nas quadras principais   | Partidas nas quadras principais       | Partidas nas quadras principais |
| Partidas no Arthur Ashe Stadium       | Partidas no Arthur Ashe Stadium   | Partidas no Arthur Ashe Stadium       | Partidas no Arthur Ashe Stadium |
| Evento                                | Vencedor                          | Perdedor                              | Placar                          |
| ------------------------------------- | --------------------------------- | ------------------------------------- | ------------------------------- |
| Simples masculino - semifinais        | Juan Martín del Potro [6]         | Rafael Nadal [3]                      | 6–2, 6–2, 6–2                   |
| Simples masculino - semifinais        | Roger Federer [1]                 | Novak Djokovic [4]                    | 7–6(3), 7–5, 7–5                |
| Simples feminino - Final              | Kim Clijsters [WC]                | Caroline Wozniacki [9]                | 7–5, 6–3                        |
| Partidas no Louis Armstrong Stadium   |                                   |                                       |                                 |
| Evento                                | Vencedor                          | Perdedor                              | Placar                          |
| Duplas femininas - semifinais         | Cara Black [1] Liezel Huber [1]   | Samantha Stosur [3] Rennae Stubbs [3] | 5–7, 6–3, 6–1                   |
| Duplas masculinas - Final             | Lukáš Dlouhý [4] Leander Paes [4] | Mahesh Bhupathi [3] Mark Knowles [3]  | 3–6, 6–3, 6–2                   |
| Fundo colorido indica partida noturna |                                   |                                       |                                 |

### Dia 15 (14 de setembro)
As irmãs Williams derrotaram Cara Black e Liezel Huber em sets seguidos para vencer o campeonato de duplas femininas, 6-2 6-2.
Juan Martín del Potro venceu Roger Federer em cinco sets. Ao fazer isso, tornou-se o terceiro argentino a vencer o US Open, e primeiro sul-americano a vencer um Grand Slam masculino em uma quadra dura.
Houve controvérsia durante a cerimônia de apresentação quando o Mestre de Cerimônias inicialmente não deixou del Potro a falar o seu discurso em espanhol pois ele estava sob pressão da transmissora de TV americana, a CBS, para terminar a cerimônia o mais rápido possível.
Cabeças de chaves eliminados
- Simples masculino:  Roger Federer
- Duplas femininas:  Cara Black /  Liezel Huber

Partidas
| Partidas nas quadras principais | Partidas nas quadras principais        | Partidas nas quadras principais | Partidas nas quadras principais |
| Partidas no Arthur Ashe Stadium | Partidas no Arthur Ashe Stadium        | Partidas no Arthur Ashe Stadium | Partidas no Arthur Ashe Stadium |
| Evento                          | Vencedor                               | Perdedor                        | Placar                          |
| ------------------------------- | -------------------------------------- | ------------------------------- | ------------------------------- |
| Duplas femininas - Final        | Serena Williams [4] Venus Williams [4] | Cara Black [1] Liezel Huber [1] | 6–2, 6–2                        |
| Simples masculino - Final       | Juan Martín del Potro [6]              | Roger Federer [1]               | 3–6, 7–6(5), 4–6, 7–6(4), 6–2   |

## Eliminações em simples

### Masculino
| Campeão                         | Campeão                    | Vice-campeão             | Vice-campeão            |
| ------------------------------- | -------------------------- | ------------------------ | ----------------------- |
| Juan Martín del Potro (6)       | Juan Martín del Potro (6)  | Roger Federer (1)        | Roger Federer (1)       |
| Eliminados nas semifinais       |                            |                          |                         |
| Novak Djokovic (4)              | Novak Djokovic (4)         | Rafael Nadal (3)         | Rafael Nadal (3)        |
| Eliminados nas quartas-de-final |                            |                          |                         |
| Robin Söderling (12)            | Fernando Verdasco (10)     | Fernando González (11)   | Marin Čilić (16)        |
| Eliminados na quarta rodada     |                            |                          |                         |
| Tommy Robredo (14)              | Nikolay Davydenko (8)      | Radek Štěpánek (15)      | John Isner              |
| Jo-Wilfried Tsonga (7)          | Gaël Monfils (13)          | Juan Carlos Ferrero (24) | Andy Murray (2)         |
| Eliminados na terceira rodada   |                            |                          |                         |
| Lleyton Hewitt (31)             | James Blake (21)           | Sam Querrey (22)         | Marco Chiudinelli       |
| Jesse Witten                    | Philipp Kohlschreiber (23) | Tommy Haas (20)          | Andy Roddick (5)        |
| Julien Benneteau                | Tomáš Berdych (17)         | José Acasuso             | Nicolás Almagro (32)    |
| Daniel Köllerer                 | Gilles Simon (9)           | Denis Istomin            | Taylor Dent             |
| Eliminados na segunda rodada    |                            |                          |                         |
| Simon Greul                     | Juan Ignacio Chela         | Olivier Rochus           | Guillermo García-López  |
| Marcel Granollers               | Kevin Kim                  | Mikhail Youzhny          | Jan Hernych             |
| Carsten Ball                    | Máximo González            | Somdev Devvarman         | Leonardo Mayer          |
| Florent Serra                   | Robert Kendrick            | Marsel İlhan             | Marc Gicquel            |
| Jarkko Nieminen                 | Viktor Troicki (30)        | Horacio Zeballos         | Josselin Ouanna         |
| Andreas Beck                    | David Ferrer (18)          | Robby Ginepri            | Nicolas Kiefer          |
| Jürgen Melzer                   | Pablo Cuevas               | Philipp Petzschner       | Thomaz Bellucci         |
| Jesse Levine                    | Nicolás Lapentti           | Iván Navarro             | Paul Capdeville         |
| Eliminados na primeira rodada   |                            |                          |                         |
| Devin Britton                   | Giovanni Lapentti          | Óscar Hernández          | Thiago Alves            |
| Rubén Ramírez Hidalgo           | Igor Kunitsyn              | Peter Polansky           | Donald Young            |
| Albert Montañés                 | Mischa Zverev              | Dudi Sela                | Michael Yani            |
| Paul-Henri Mathieu (26)         | Potito Starace             | Rainer Schüttler         | Dieter Kindlmann        |
| Ivan Ljubičić                   | Juan Pablo Brzezicki       | Karol Beck               | Igor Andreev (29)       |
| Andreas Seppi                   | Frederico Gil              | Andrey Golubev           | Simone Bolelli          |
| Benjamin Becker                 | Janko Tipsarević           | Martín Vassallo Argüello | Alejandro Falla         |
| Victor Hănescu (28)             | Christophe Rochus          | Dmitry Tursunov          | Björn Phau              |
| Chase Buchanan                  | Fabio Fognini              | Flavio Cipolla           | Peter Luczak            |
| Wayne Odesnik                   | Michael Berrer             | Rajeev Ram               | Nicolás Massú           |
| Jérémy Chardy                   | Evgeny Korolev             | Marcos Daniel            | Alberto Martín          |
| Steve Darcis                    | Andrei Pavel               | Michaël Llodra           | Richard Gasquet         |
| Juan Mónaco                     | Marat Safin                | Chris Guccione           | Rui Machado             |
| Fabrice Santoro                 | Sergiy Stakhovsky          | Lu Yen-hsun              | Daniel Gimeno-Traver    |
| Ryan Sweeting                   | Teymuraz Gabashvili        | Brendan Evans            | Stanislas Wawrinka (19) |
| Ivo Karlović (27)               | Feliciano López            | Victor Crivoi            | Ernests Gulbis          |

### Feminino
| Campeã                          | Campeã                       | Vice-campeã               | Vice-campeã                 |
| ------------------------------- | ---------------------------- | ------------------------- | --------------------------- |
| Kim Clijsters (WC)              | Kim Clijsters (WC)           | Caroline Wozniacki (9)    | Caroline Wozniacki (9)      |
| Eliminadas nas semifinais       |                              |                           |                             |
| Yanina Wickmayer                | Yanina Wickmayer             | Serena Williams (2)       | Serena Williams (2)         |
| Eliminadas nas quartas-de-final |                              |                           |                             |
| Kateryna Bondarenko             | Melanie Oudin                | Li Na (18)                | Flavia Pennetta (10)        |
| Eliminadas na quarta rodada     |                              |                           |                             |
| Petra Kvitová                   | Gisela Dulko                 | Nadia Petrova (13)        | Svetlana Kuznetsova (6)     |
| Francesca Schiavone (26)        | Venus Williams (3)           | Vera Zvonareva (7)        | Daniela Hantuchová (22)     |
| Eliminadas na terceira rodada   |                              |                           |                             |
| Dinara Safina (1)               | Sara Errani                  | Anastasia Rodionova       | Yaroslava Shvedova          |
| Maria Sharapova (29)            | Zheng Jie (21)               | Sorana Cîrstea (24)       | Shahar Pe'er                |
| Victoria Azarenka (8)           | Maria Kirilenko              | Kirsten Flipkens          | Magdaléna Rybáriková        |
| Elena Vesnina (31)              | Aleksandra Wozniak           | Vania King                | María José Martínez Sánchez |
| Eliminadas na segunda rodada    |                              |                           |                             |
| Kristina Barrois                | Tathiana Garbin              | Patty Schnyder (19)       | Peng Shuai                  |
| Shenay Perry                    | Sabine Lisicki (23)          | Alona Bondarenko (30)     | Jelena Janković (5)         |
| Elena Dementieva (4)            | Carla Suárez Navarro         | Alizé Cornet              | Julie Coin                  |
| Petra Martić                    | Stéphanie Dubois             | Christina McHale          | Anastasija Sevastova        |
| Barbora Záhlavová-Strýcová      | Stefanie Vögele              | Michelle Larcher de Brito | Agnieszka Radwańska (12)    |
| Marion Bartoli (14)             | Anabel Medina Garrigues (20) | Chang Kai-Chen            | Bethanie Mattek-Sands       |
| Anna Chakvetadze                | Jill Craybas                 | Amélie Mauresmo (17)      | Sania Mirza                 |
| Samantha Stosur (15)            | Timea Bacsinszky             | Angelique Kerber          | Melinda Czink               |
| Eliminadas na primeira rodada   |                              |                           |                             |
| Olivia Rogowska                 | Urszula Radwańska            | Mallory Cecil             | Alisa Kleybanova (27)       |
| Lucie Šafářová                  | Arantxa Rus                  | Jarmila Groth             | Virginie Razzano (16)       |
| Ana Ivanović (11)               | Monica Niculescu             | Lourdes Domínguez Lino    | Aravane Rezaï               |
| Alla Kudryavtseva               | Ekaterina Makarova           | Maša Zec Peškirič         | Roberta Vinci               |
| Camille Pin                     | Anastasia Pavlyuchenkova     | Polona Hercog             | Tsvetana Pironkova          |
| Anna-Lena Grönefeld             | Monique Adamczak             | Eva Hrdinová              | Katarina Srebotnik          |
| Galina Voskoboeva               | Séverine Brémond Beltrame    | Kristina Mladenovic       | Ayumi Morita                |
| Ágnes Szávay (32)               | Varvara Lepchenko            | Tamarine Tanasugarn       | Julia Görges                |
| Alexandra Dulgheru              | Marta Domachowska            | Alberta Brianti           | Yvonne Meusburger           |
| Ioana Raluca Olaru              | Mathilde Johansson           | Mariya Koryttseva         | Patricia Mayr               |
| Rossana de los Ríos             | Viktoriya Kutuzova           | Jelena Dokić              | Gail Brodsky                |
| Kaia Kanepi (25)                | Valérie Tétreault            | Iveta Benešová            | Vera Dushevina              |
| Nuria Llagostera Vives          | Yurika Sema                  | Carly Gullickson          | Lucie Hradecká              |
| Tatjana Malek                   | Laura Granville              | Olga Govortsova           | Edina Gallovits             |
| Ai Sugiyama                     | Anastasiya Yakimova          | Vesna Manasieva           | Meghann Shaughnessy         |
| Sybille Bammer (28)             | Andrea Petkovic              | Maria Elena Camerin       | Alexa Glatch                |

## Finais

### Profissional
| Categoria | Evento    | Campeã(s)(o/ões)                | Vice-campeã(s)(o/ões)        | Resultado               | Chave(s)  | Chave(s)       |
| --------- | --------- | ------------------------------- | ---------------------------- | ----------------------- | --------- | -------------- |
| Simples   | Masculino | Juan Martín del Potro           | Roger Federer                | 3–6, 7–6, 4–6, 7–6, 6–2 | principal | qualificatório |
| Simples   | Feminino  | Kim Clijsters                   | Caroline Wozniacki           | 7–5, 6–3                | principal | qualificatório |
| Duplas    | Masculino | Lukáš Dlouhý Leander Paes       | Mahesh Bhupathi Mark Knowles | 3–6, 6–3, 6–2           | principal | principal      |
| Duplas    | Feminino  | Serena Williams Venus Williams  | Cara Black Liezel Huber      | 6–2, 6–2                | principal | principal      |
| Duplas    | Misto     | Carly Gullickson Travis Parrott | Cara Black Leander Paes      | 6–2, 6–4                | principal | principal      |

### Juvenil
| Categoria | Evento    | Campeã(s)(o/ões)                  | Vice-campeã(s)(o/ões)                | Resultado         | Chave(s)  | Chave(s)       |
| --------- | --------- | --------------------------------- | ------------------------------------ | ----------------- | --------- | -------------- |
| Simples   | Masculino | Bernard Tomic                     | Chase Buchanan                       | 6–1, 6–3          | principal | qualificatório |
| Simples   | Feminino  | Heather Watson                    | Chase Buchanan                       | 6–4, 6–1          | principal | qualificatório |
| Duplas    | Masculino | Márton Fucsovics Hsieh Cheng-peng | Julien Obry Adrien Puget             | 7–65, 5–7, [10–1] | principal | principal      |
| Duplas    | Feminino  | Valeria Solovieva Maryna Zanevska | Elena Bogdan Noppawan Lertcheewakarn | 1–6, 6–3 [10–7]   | principal | principal      |

### Cadeirante
| Categoria | Evento       | Campeã(s)(o/ões)              | Vice-campeã(s)(o/ões)               | Resultado      | Chave     |
| --------- | ------------ | ----------------------------- | ----------------------------------- | -------------- | --------- |
| Simples   | Masculino    | Shingo Kunieda                | Maikel Scheffers                    | 6–0, 6–0       | principal |
| Simples   | Feminino     | Esther Vergeer                | Korie Homan                         | 6–0, 6–0       | principal |
| Simples   | Tetraplégico | Peter Norfolk                 | David Wagner                        | 6–3, 3–6, 6–3  | principal |
| Duplas    | Masculino    | Stéphane Houdet Stefan Olsson | Maikel Scheffers Ronald Vink        | 6–4, 4–6, 6–4  | principal |
| Duplas    | Feminino     | Korie Homan Esther Vergeer    | Daniela Di Toro Florence Gravellier | 6–2, 6–2       | principal |
| Duplas    | Tetraplégico | Nicholas Taylor David Wagner  | Johan Andersson Peter Norfolk       | 6–1, 56–7, 6–3 | principal |